# منقذة (بعدان)

تعديل مصدري - تعديل

منقذة هي إحدى قرى عزلة ذي قحم بمديرية بعدان التابعة لمحافظة إب، بلغ تعداد سكانها 931 نسمة حسب تعداد اليمن لعام 2004.